# Ikata (Japon)
Pour les articles homonymes, voir Ikata.
Ikata (伊方町, Ikata-chō) est un bourg situé dans le district de Nishiuwa de la préfecture d'Ehime, sur l'île de Shikoku, au Japon.

## Géographie
Ikata est situé sur la péninsule de Sadamisaki, la plus longue presqu'île du Japon, accessible seulement par la route 197. Les différents quartiers d'Ikata ne sont accessibles que par des chemins piétonniers.
Ikata est entouré de trois côtés par la mer :
- au nord, par la mer d'Iyo, qui est une partie de la mer intérieure de Seto ;
- au sud, par la mer d'Uwa, qui est l'océan Pacifique ;
- à l'ouest, par le détroit de Hōyo, qui sépare Shikoku de Kyushu.

## Histoire

Plan de la ville d'Itaka.

Le 1er avril 2005, l'ancienne Ikata a fusionné avec les communes voisines de Seto et Misaki pour former un nouvel Ikata qui occupe la totalité de la presqu'île Sadamisaki.

## Centrale nucléaire
L'île de Shikoku est équipée d'une seule centrale nucléaire : la centrale nucléaire d'Ikata.